# Picó

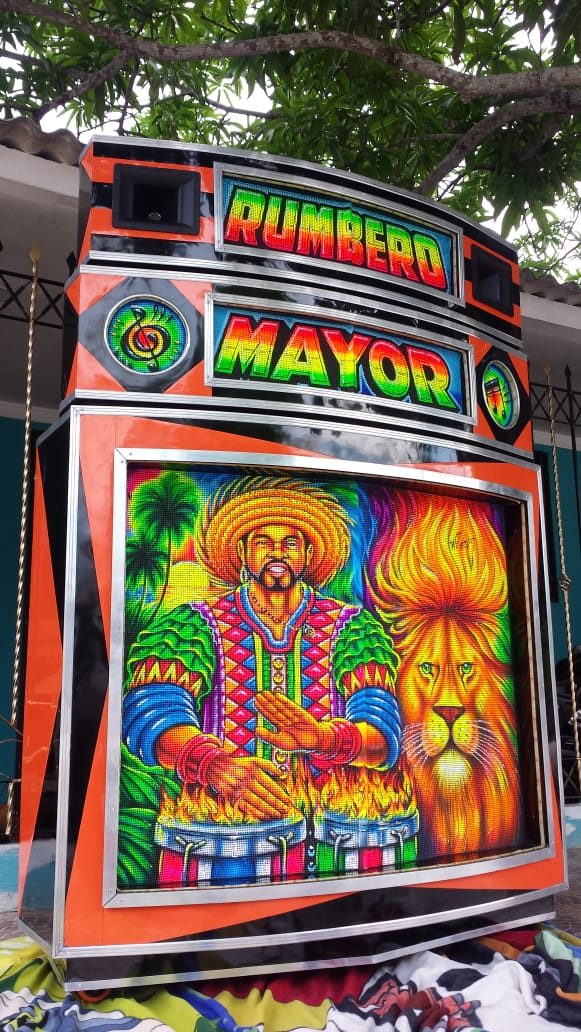
Picó El Rumbero Mayor

Un pickup o picó es un potente sistema de reproducción y amplificación de sonido, generalmente de música, propio de la cultura popular de la Región Caribe de Colombia.
Es usado para animar fiestas, bailes públicos, estaderos, casetas, verbenas o simplemente para escuchar música a alto volumen en calles de barrio y viviendas familiares. El picó es el elemento musical central de los bailes del carnaval de Barranquilla y de las fiestas de Independencia o del 11 de noviembre de Cartagena de Indias. Los picós generalmente reproducen música de discos de vinilo o acetato. Entre los géneros programados están la salsa, música africana, ritmos afrocaribeños y champeta. El picó es similar a los equipos de audio de los sonideros mexicanos, a los sound systems de Jamaica, a las minitecas de Venezuela y a las aparelhagens del estado de Pará, Brasil.

## Etimología

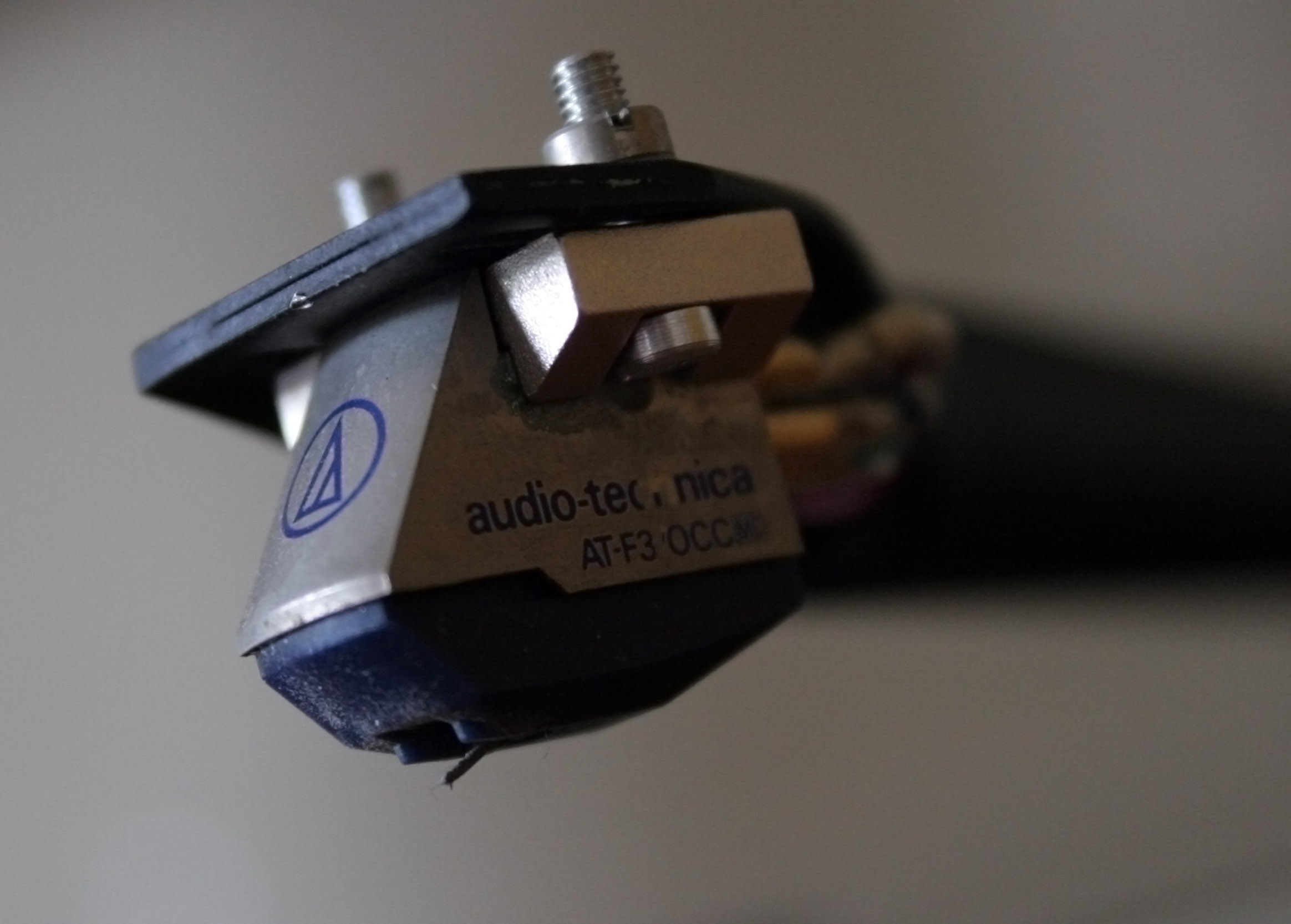
Cápsula fonográfica de bobina móvil Audio Technica AT-F3

El término picó proviene del inglés pick-up, cápsula fonocaptora o magnética más comúnmente llamada cápsula fonográfica, fonocápsula o (coloquialmente) pickup, que consiste en un transductor electromecánico usado para reproducir discos en una tornamesa.
Historiadores coinciden en que la denominación picó proviene de las primeras radiolas que hubo en Barranquilla, la mayoría marca Victor, las cuales contaban con un tocadiscos cuyas agujas tenían una contramarca que decía pick up.

Según otras fuentes, la denominación proviene de la camioneta Studebaker tipo pickup usada en Colombia a partir de los años 1960. Estos vehículos transportaban los pesados equipos de sonido a los eventos, por lo que su nombre habría sido adoptado para designarlos.

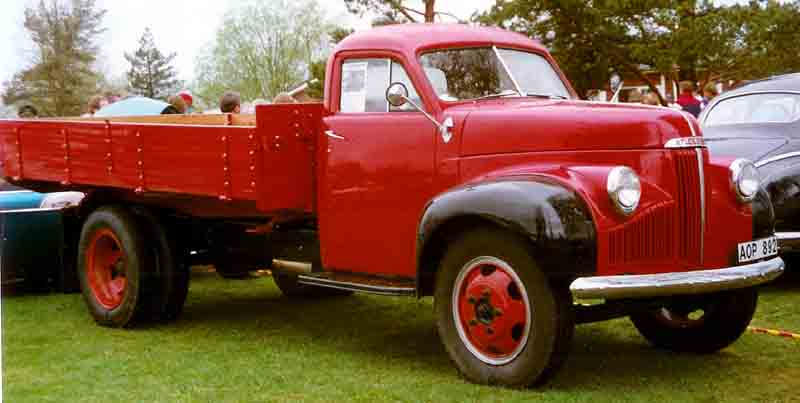
Camioneta Studebaker

Inicialmente se escribía y pronunciaba (aproximadamente) pick-up, pero con el tiempo pasó a decirse y escribirse pikup, picap, picop, picot, pikó y finalmente se españolizó picó,aunque a veces aún se escribe y pronuncia aproximadamente pick-up (picop).Como sustantivo, la voz picotero designa al propietario de un picó, a su operador o al aficionado; como adjetivo, hace referencia a lo perteneciente, relativo o propio del picó. Otro adjetivo (invariable) relativo al picó es picoteril: cultura, arte picoteril.Picó también se refiere a la fiesta, baile o evento animado por un picó. Un picotódromo es un espacio donde tocan varios picós.
Otra denominación para la nueva generación de picós es turbo, la cual fue probablemente adoptada a partir del "Dragón Turbo Laser", nombre de un picó con sede cerca de la carretera de la Cordialidad en Barranquilla; la gente empezó a llamarlos así por la sonoridad de la palabra y su atractivo comercial.

## Componentes
Los picós en sus inicios eran fabricados por técnicos aficionados, luego pasaron a ser diseñados y ensamblados con tecnología importada por equipos profesionales.  
Los picós tradicionales se componen de un bafle o altoparlante principal denominado escaparate (por su forma y tamaño), que contiene generalmente 12 parlantes de 18 pulgadas, en cuya parte superior se ubica un bafle auxiliar con 6 parlantes, y sobre este un parlante pequeño llamado regadera, que contiene los twitters que le dan el brillo al sonido; en su cara frontal se pone el nombre del picó. Adicionalmente, el sistema cuenta con bafles auxiliares de menor tamaño llamados columnas o torres para distribuir el sonido. 
La música se reproduce mediante uno o dos tocadiscos puestos sobre una tornamesa. Los picós menos potentes emiten 200 vatios de sonido, mientras que los más grandes alcanzan más de 6000. Los escaparates, regaderas y bafles se elaboran con madera de pino. Las partes visibles de la madera del escaparate, la regadera y los bafles se decoran con fórmica de colores. Las partes básicas de un picó son:
- Tornamesa o tocadiscos
- Parlantes o bafles
- Amplificador o máquina
- Ecualizador
- Consola
- Sistema de bajos, medios y brillos
- Regaderas
- Torres

## Historia

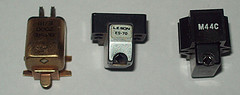
Tres cápsulas fonocaptoras, parte esencial del brazo fonocaptor.

El picó surge a finales de los años 1930 y principios de los 1940, de fabricación artesanal, en los barrios populares de Barranquilla, con el fin de reproducir música a alto volumen para animar fiestas familiares y populares.
El escritor David Sánchez Juliao afirmó que:

Los primeros picós hacen su aparición en la costa norte hacia 1951. Se instalan los primeros picós en los tenderetes de las corralejas, que más tarde fueron prohibidas por ahogar el sonido de las bandas financiadas por los terratenientes en este espectáculo circense.
David Sánchez Juliao

Según el periodista Marco T. Barros Ariza:

Los primeros picós que funcionaron en Barranquilla, hoy llamados equipos de sonido fueron los siguientes: el de Domingo Rodríguez, más conocido como el viejo Domingo. Residía en el barrio de tolerancia o barrio Chino. Comenzó a funcionar en el año de 1939. El de Félix Ruíz, quien era peluquero y vivía en calle de Jesús, carrera El Porvenir (calle 37, carrera 30), frente al parque Almendra Tropical, funcionó desde el año de 1939. El de Juan B. Sarmiento, año de 1942, residenciado en la calle Murillo, carreras Bocas de Ceniza y Vesubio (calle 45 carrera 27, esquina). También el picó de Armando De Arco, para el año de 1946, residente en la calle San Blas carreras Bocas de Ceniza (calle 35, carrera 27, esquina). La hora de pickup en el año de 1939 costaba un peso.

Para esa misma década de 1940, se bautiza por primera vez a un picó: “El Último Hit” de Jairo Lemus Posada en el barrio San Roque. El primer baile de verbena o de carnaval animado con música de un picó en Barranquilla se llamó “Una noche en la selva”, en el barrio San Roque.
El historiador e investigador Laín Domínguez Ospina asegura que en Barranquilla se creó por primera vez un amplificador de tubos (válvulas al vacío) y un bafle de dos parlantes. Ocurrió a finales del año 1938 en el barrio San Roque, obra de Jaime Pinzón, radiotécnico de una aerolínea en Barranquilla.
En los años 1950 los picós se construyeron más grandes, en la década de 1960 se produce el boom picotero, el cual alcanzó su máximo esplendor en los años 1970, cuando empezaron a tocar en grandes bailes y clubes. En los años 1960 se incrementó el comercio de discos de acetato de música africana y afroantillana llevados por marineros y comerciantes a los puertos de Barranquilla y Cartagena.

#### Sistema transistorizado
Los primeros picós eran de fabricación artesanal y usaban tubos al vacío, los cuales fueron reemplazados por transistores en los años 1980, cuando surge el sonido estéreo. En los años 1970 se incorporan nuevos elementos como las consolas y ecualizadores de sonido. 
A finales de los años 1970, Raymundo Barrios Barceló, de Soledad, crea el primer picó transistorizado en Colombia, El Gran Ray, más tarde El Ray Stereo. Utilizó  circuitos integrados de estado sólido, conjunto de transistores microscópicos impresos en un solo circuito, e introdujo el sonido cuadrafónico. La música del picó se podía sintonizar en la banda FM hasta a unos 50 m.
Además, este picó revolucionó la estructura de los picós con muebles o bafles dinámicos y regaderas con  movimiento, rayos láser, luces, humo, sintetizador, deck, televisor, cámaras, proyección en video beam, escaparate inalámbrico sin conexión cableada con el amplificador, secuenciador o batería electrónica como generador de efectos de sonido y CD.

#### Sistema fraccionado
A finales de los 1980 el picó dejó de ser un sistema monolítico y se dividió en componentes sonoros (sistema fraccionado) para un sonido mejor distribuido en el área donde sonaba. En los 1990, se incorporaron elementos de las minitecas venezolanas como el sonido a tres vías con bajos, brillos y medios. La tradicional tecnología análoga se mezcló con la digital. Se llaman “fraccionados” porque los 18 o 24 parlantes que contenían los escaparates se dividieron en bafles de 2, 4 y hasta 6 parlantes, los cuales se distribuían estratégicamente en el lugar de un baile.
Los picós fraccionados incorporaron el uso de luces de miniteca y se denominaron “Súper Estéreo Láser”. Los más básicos contaban con uno o dos tocadiscos, una casetera y un mini disc, y los más avanzados usaban reproductores de CD.

#### Turbo
Los turbos son picós que tienen la apariencia de los antiguos “escaparates”, pero utilizan tecnología actual. Los turbos se pusieron de moda a partir de 2013 en una especie de retorno modernizado a los originales picós monolíticos tipo escaparate, posterior a la era de los sistemas fraccionados.

## Programación musical

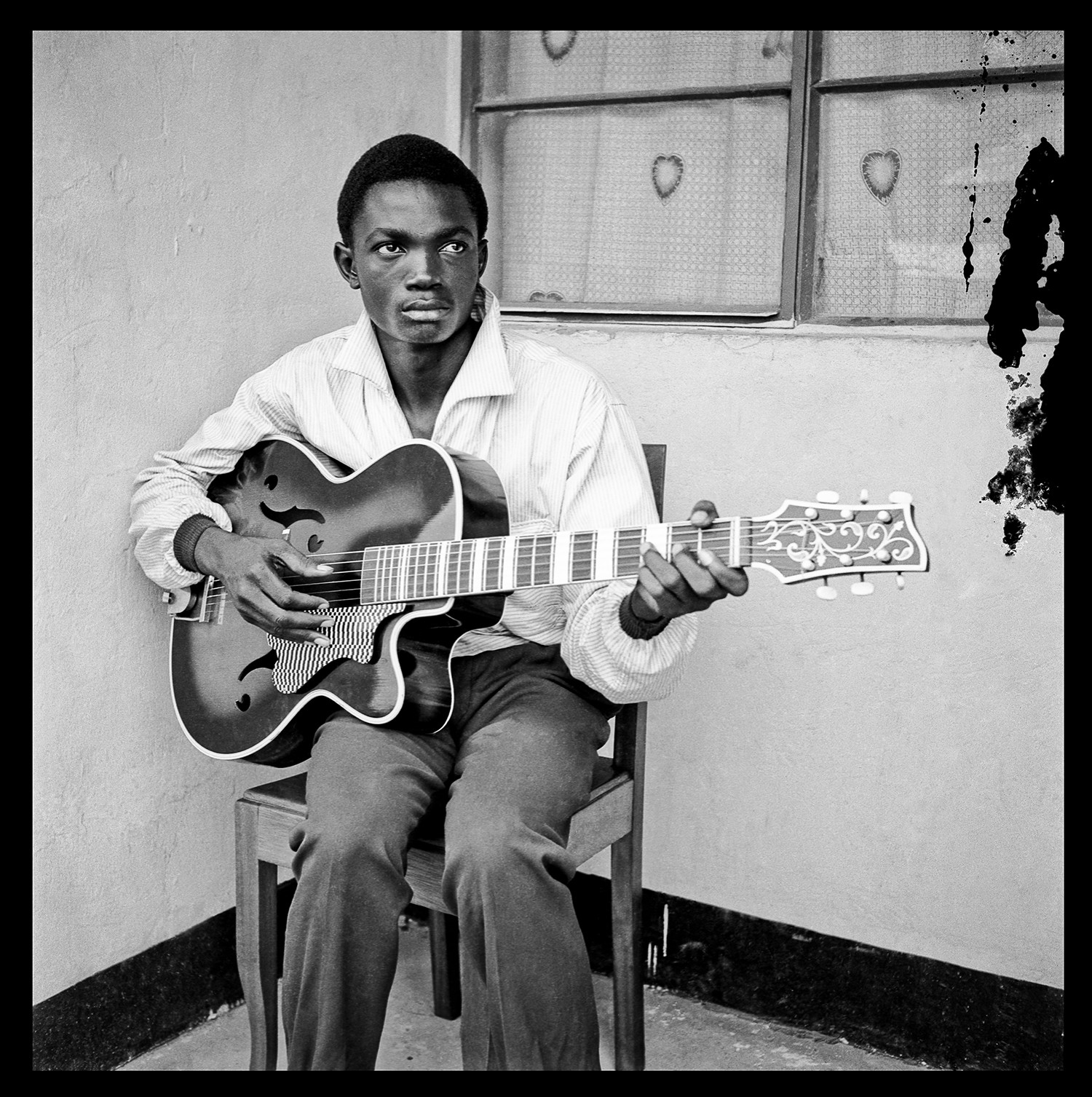
Franco Luambo, ampliamente conocido por popularizar la reestructuración del soukous

Desde los años 1940, la música programada en los picós fue la antillana, especialmente la cubana, la cual se convierte y denomina salsa desde los años 1970. A partir de esta década, marineros y comerciantes llevan a los puertos de Barranquilla y Cartagena discos de diferentes ritmos africanos, especialmente el soukous congolés. Corresponsales de los picós empiezan a viajar a África, Europa, Estados Unidos y Brasil y añaden a la salsa y a la música africana aires afro del Caribe anglo, francés y holandés, música afrobrasileña, e incluso algunos temas pop, vallenato y de música india. Desde finales del siglo XX, se incorpora la champeta y, a partir de los años 2000, ocasionalmente música urbana. El picó incluye una importante programación de música pasada.

## Tipos
Según el género musical en el que se especializan, los picós se clasifican en:
- Picó salsero: especializado en música antillana y africana. Ejemplos: El Conde, El Guajiro.
- Picó de champeta: especializado en champeta. Ejemplos: El Imperio, el Rey de Rocha, El Broder, El Chulo de Pasacaballos, El Gémini del Chamba, El Gémini Junior de Mr. Black. El General de Clemencia.
- Picó danzal o dancehall criollo: basado en la versión cartagenera del género musical jamaiquino. Ejemplos: El Passa-Passa, el Víctor Julio.

Según su funcionalidad:
- Picó tradicional: solo reproduce música para animar una fiesta.
- Picó concierto: aparece a principios de los años 2000, utiliza tarimas y la distribución de los equipos es la de un concierto. Cuenta con un DJ, un animador y un pianista-baterista. El baterista es el encargado de los efectos de sonido en vivo sobre la canción que se reproduce en el picó. También hay un DJ Light, encargado de las luces. Los más pequeños o junior alcanzaban los 20 mil vatios de potencia, y los más grandes hasta 50 mil.[10]

## Cultura picotera

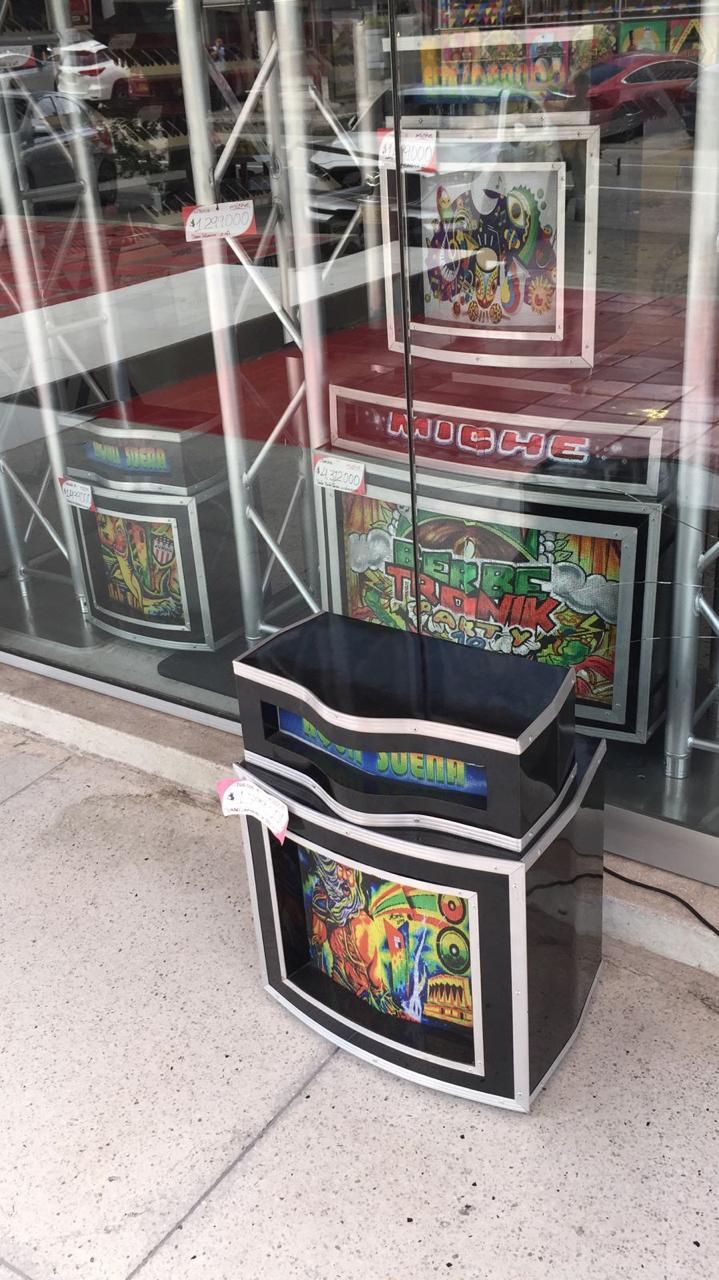
Venta de miniturbos en Barranquilla

Además del carácter popular e incluso marginal del universo picotero desde sus orígenes hasta principios del siglo XXI, conformado por bailes, celebraciones, bares, cantinas, estaderos, billares y fiestas de carnaval, la cultura picotera comprende aspectos conexos como la industria alrededor de la construcción de los sistemas de sonido, que abarca la fabricación (artesanos, carpinteros, pintores, técnicos electrónicos, componentes electrónicos y de sonido) y decoración de la estructura (pintores y artesanos), la adquisición de música y la programación musical, coleccionistas de discos, encuentros y competencias musicales, piconemas, placas, compra y venta de picós, generaciones o dinastías familiares de picoteros, administradores, corresponsales (emisarios que adquirían discos en el exterior), programadores de música, vendedores de discos, bailadores, entre otros.  
También se organizan bailes animados con picós con el fin de recolectar fondos para alguna causa que no asume el Estado.
La programación musical de las emisoras comerciales se basa principalmente en los temas que popularizan primero los picós.

#### Piconemas
Los piconemas son los nombres adaptados al español con que se rebautizan canciones cuyos nombres en sus idiomas originales son difíciles de pronunciar y recordar. Los piconemas se obtienen al asociar por onomatopeya palabras o sonidos destacados o representativos de una canción (especialmente del coro) con palabras o frases fonéticamente similares en español, e incluso con la reacción de los bailadores. Los piconemas también surgen a raíz de que los propietarios de los picós no revelaban los nombres de las canciones y los intérpretes con el fin de que fueran exclusivos de ellos y otros picoteros no pudieran adquirir los mismos discos, por lo que la gente recurría a los piconemas para denominar las canciones. Ejemplos: 
| Piconema       | Nombre original                | Idioma original   |
| -------------- | ------------------------------ | ----------------- |
| El saca lengua | Zangalewa                      | Fang              |
| La bollona     | Mobali Na Ngai Wana            | Lingala           |
| El Giovanni    | Dhai Din Na Jawani Naal Chaldi | Guyaratí          |
| La vaca paría  | Terreiro de Mãe Nazinha        | Portugués         |
| El sapito      | I know what I know             | Inglés            |
| El gritico     | An nou swe                     | Criollo haitiano  |
| El cucú        | Mekua Mu Murako                | Lingala           |
| El enguayabao  | Abrentsie                      | Twi               |
| El Sebastián   | Icha                           | Lingala           |
| La mua         | Awuthule Kancane               | Zulú              |
| El satanás     | Tantina                        | Lingala y francés |
| Los pavitos    | Tekadzovo Undzi Bebula         | Tsonga            |
| Los tulipanes  | Uthembeni Na                   | Zulú              |
| Merengue Ye    | Fatou Camara                   | Lingala y francés |
| La Mencha      | Mamema                         | Lingala           |

La creación del término piconema se atribuye al gestor cultural calamarense Antonio Escobar Duque.

#### Placas
Las placas son frases y parlamentos grabados que se reproducen aislados o sobrepuestos a una canción. Forman parte de la identidad y la personalidad sonora del picó, sirven para hacerse propaganda y publicidad, transmitir algún mensaje o saludo (coba), lanzar un reto o insulto a otro picó, autoelogiarse, proclamarse como el mejor y para marcar sonoramente las canciones, por ejemplo: “Nuevo, exclusivo, no lo tiene nadieeee” o  “Yo lo tengo y tú no”. La placa más simple y popular es "Aquí suena <nombre del picó o eslogan>".
El pionero de las placas en Barranquilla fue el empresario y locutor Mike Char, el más solicitado para grabarlas por su característica voz, y quien no cobra por grabar placas; el primer picó al que le hizo placas fue El Pijuán. En Cartagena, el primero en grabar placas fue el locutor Manuel Vargas. 
También se obtienen placas digitalmente a partir de la deconstrucción y el reordenamiento silábico de otras placas. 

#### Exclusividad
Los propietarios de los picós, como los coleccionistas, son muy celosos de la exclusividad de sus discos, ya que de la exclusividad de las canciones depende la popularidad de un picó. El cuidado de la exclusividad llegó a tal punto que los picoteros destruían las carátulas de los discos, y rayaban o eliminaban las etiquetas de los discos para que nadie supiera cómo se llamaban las canciones y quiénes las interpretaban. También, al momento de reproducir una canción hacían sonar placas en caso de que alguien tratara de grabar la canción. En este caso, las placas sirven para "marcar" sonoramente las canciones, por ejemplo: “Esto no lo tiene nadie” o  “Yo lo tengo y tú no”. Muchos de estos discos eran obtenidos en países del Caribe, Estados Unidos, Brasil, Europa y especialmente de África (Nigeria, Camerún, Congo y Sudáfrica, entre otros), a donde viajaban los corresponsales de los picoteros con el objetivo de adquirir música que no tenían otros picoteros. Por esta razón, el medio preferido por los picoteros tradicionales como fuente principal de sonido y de reproducción de sus temas es el disco de acetato o vinilo, ya que este no puede ser clonado o copiado. En las competencias musicales entre picoteros en las que se califica la música y el sonido, se exige el uso de acetatos únicamente.Algunos de los corresponsales, proveedores o emisarios que viajaban al exterior a comprar música han sido:
- Osman Torregroza
- Donaldo García
- Luis Cortés
- Fabián Altahona
- Humberto Castillo
- Dilson Villero

#### Decoración

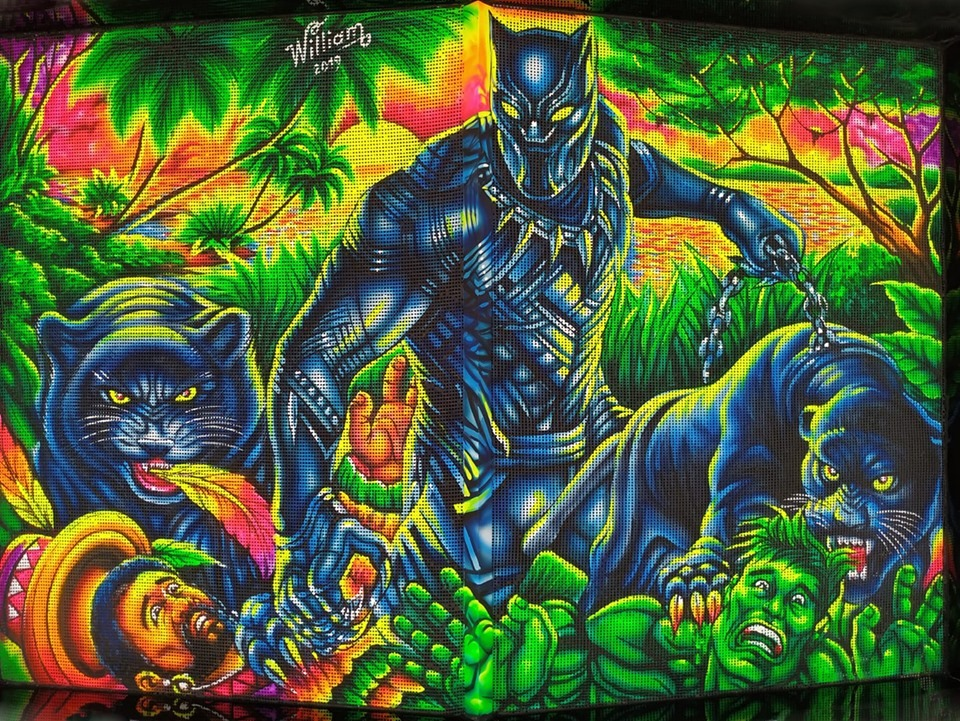
Diseño de William Gutiérrez (2019)

La membrana o tela del parlante principal del picó, que puede ser de lienzo o de cañamazo, se decora con dibujos kitsch estrafalarios, de colores vivos, fosforescentes y psicodélicos. La temática del dibujo, así como el nombre del picó, generalmente refleja la personalidad del dueño y su afán de proyectar que su picó es mejor y más poderoso que los otros, en ocasiones satirizándolos. Estas pinturas extravagantes cuentan con un personaje, figura o tema central que proyecta símbolos de poder como fieras, dioses mitológicos, guerreros y militares fuertemente armados, superhéroes, armas, máquinas de guerra, naves espaciales futuristas, entre otros, además de paisajes caribeños, personajes históricos (políticos, celebridades), los mejores músicos y cantantes de salsa e instrumentos musicales representativos de la formación salsera, especialmente. El personaje de algunos picós es el mismo propietario o alguno de sus familiares cercanos. El resto del cuadro o ambiente se complementa con elementos y temas que refuerzan el motivo principal. 
El proceso de diseño de la pintura de la tela empieza con la idea del dueño del picó, quien la transmite al artista, este a su vez la complementa y traduce de manera gráfica lo solicitado.
Los pintores utilizan técnicas como aerografía y pintura mixta a base de vinilo, acrílico, laca y esmalte.Algunos de los más reconocidos pintores de picós han sido:
- Alberto Cuesta Rodríguez (Alcur)
- Alexander Lugo (Alsander)[23]
- Belisario de la Mata Morales (Belimastth)
- Byron Herrera (Byron)
- Dairo Barriosnuevo
- Gerson Costa (Gerson)[23]
- Pablo Hernández
- Raúl de la Rosa (Raúl)
- Reinaldo Girón
- William Gutiérrez (William)[24][25]

También hay picós que no usan dibujos en la tela de su bafle principal, sino que se identifican con un color determinado, por ejemplo, el verde identifica al Skorpion; el azul, al Solista; y el blanco, al Fidel.
El principal estilo de decoración de los otros componentes del picó es el "rasta", en el que predominan combinaciones de los colores rojo, amarillo, verde y negro. Las partes visibles de la madera del escaparate, la regadera y los bafles se recubren con fórmica de estos colores.
Algunos de los pintores de picós han obtenido renombre nacional internacional, les han sido encargadas pinturas de picós que se encuentran en el exterior, y han sido invitados a participar en conferencias sobre este tipo de arte, por ejemplo, el calamarense William Gutiérrez.

#### Nombres
Los propietarios bautizan sus picós con nombres llamativos alusivos a eventos históricos, gustos, ídolos y héroes personales. Generalmente también tienen uno o varios lemas, frases de combate o eslóganes extravagantes, los cuales cambian con el tiempo o de acuerdo con los diferentes dueños. Algunos nombres de picós de Barranquilla, Cartagena y otros lugares de la Costa son:
| Nombre             | Lema o eslogan             | Ciudad       |
| ------------------ | -------------------------- | ------------ |
| El Almirante       | El del sonido elegante     | Galapa       |
| El Baterista       | El que se sale del montón  | Barranquilla |
| El Chulo de Moda   |                            | Pasacaballos |
| El Concord         | El veterano indestructible | Barranquilla |
| El Conde           | La potencia mundial        | Cartagena    |
| El Coreano         | El tanque de guerra        | Barranquilla |
| El Diferente       |                            | Cartagena    |
| El Gémini Junior   |                            | Cartagena    |
| El Gran Che        | El guerrillero de la salsa | Barranquilla |
| El Gran Fidel      | El ministro de la salsa    | Barranquilla |
| El Gran Lobo       | El emperador               | Barranquilla |
| El Gran Pijuán     | El rey de la galaxia       | Barranquilla |
| El Guajiro         | El tira flechas            | Cartagena    |
| El Imperio         | Orgullo colombiano         | Cartagena    |
| El Isleño          | El león de la salsa        | Barranquilla |
| El Maxi            | El gladiador               | Barranquilla |
| El Michel          | La locura                  | Tierrabomba  |
| El Nuevo Jude      | El más grande              | Malambo      |
| El Pequeño Gigante | El aplastador de campeones | Barranquilla |
| El Príncipe        | El heredero del trono      | Cartagena    |
| El Rey de Rocha    | Nunca afloja               | Cartagena    |
| El Rojo            | La cobra de Barranquilla   | Barranquilla |
| El Samurái         | Yo soy el filo venenoso    | Santa Marta  |
| El Sibanicú        | El que prefieres tú        | Barranquilla |
| El Solista         | El que llena la pista      | Barranquilla |
| El Timbalero       | El que arrolla sin agüero  | Barranquilla |

#### Vocabulario picotero o picoléxico
- Coba: saludo para alguna persona.
- Despeluque: frenesí o clímax de una fiesta animada por picó.
- Guarapo: canción que se crea a partir de una base musical en la que los programadores hablan o cantan, por lo general son pistas que se bajan de Internet y se combinan con música.[14]
- Meque: poder, fuerza.
- Pegar: ser éxito una canción.
- Pique: competencia entre dos o más picós en un lugar.
- Pulpa: tema éxito.
- Tetero: válvula al vacío grande.
- Triquiteo: sabrosura.[22]
- Vacile efectivo: goce.

#### Impacto social, cultural y económico

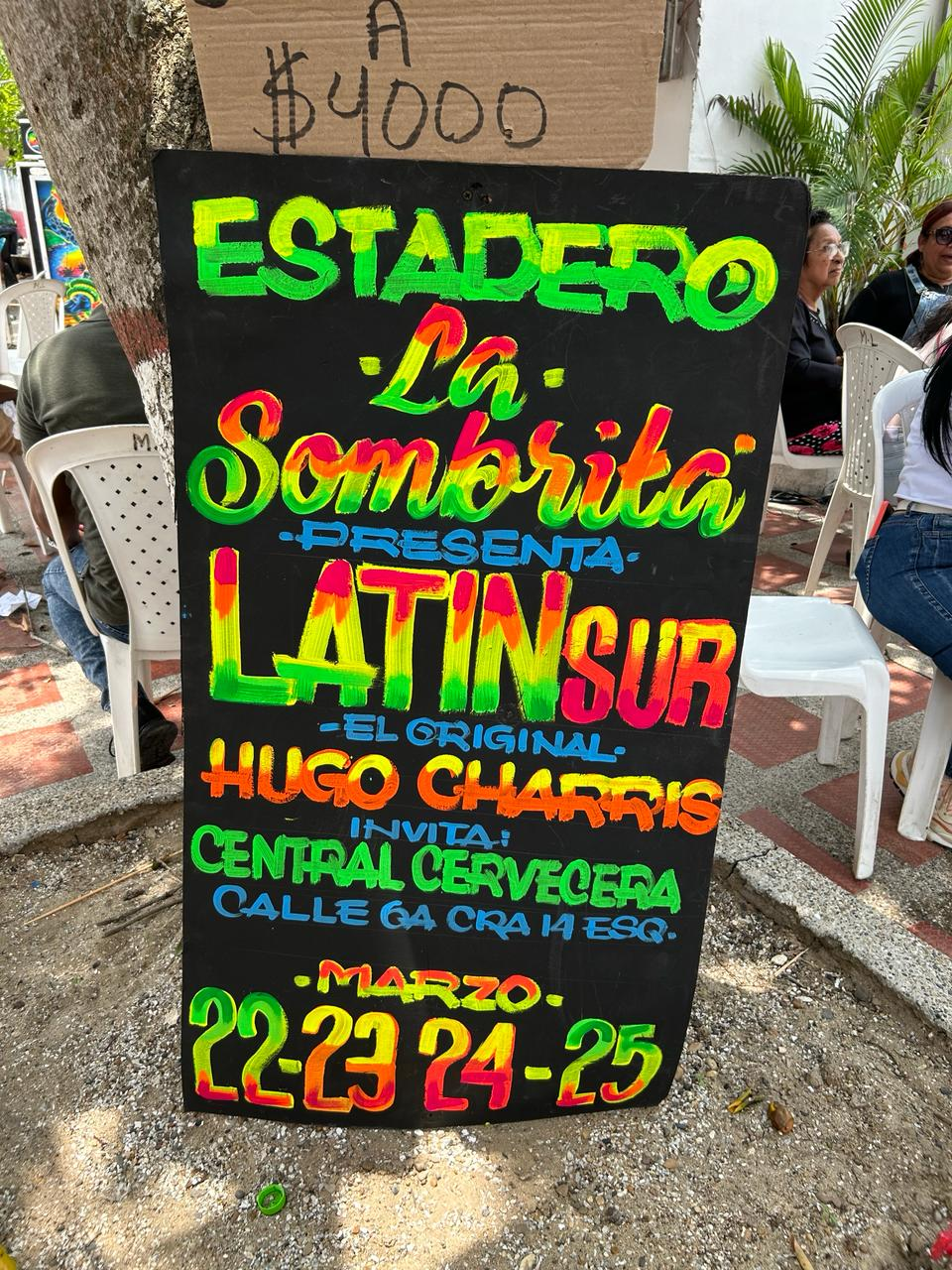
Anuncio promocionando un estadero animado por el picó Latin Sur

Desde sus inicios y durante mucho tiempo, los picós fueron una de las formas de expresión cultural exclusiva de las clases populares de la sociedad costeña, y eran asociados a la marginalidad y la delincuencia. Con el paso del tiempo estos estigmas han cambiado, y el picó ha sido aceptado y adoptado por las clases altas. Los picós cuentan con hinchas o fanáticos que los siguen a donde vayan.
En los años 1980, los picós dejan de ser propiedades familiares con fines de diversión para convertirse en empresas. Alrededor del picó gravita toda una industria que incluye:
- Fabricación: artesanos, carpinteros, pintores, técnicos electrónicos y de sonido, almacenes de componentes electrónicos y de sonido, transporte del equipo, ayudantes, entre otros.
- Aspecto musical: programadores musicales o DJ, animadores, pianista-bateristas, DJ Light, músicos, cantantes, productores musicales, bailadores, coleccionistas, entre otros.
- Aspecto administrativo, operativo y comercial: propietarios, administradores, organización de encuentros y competencias, compra y venta, corresponsales (emisarios que viajan al exterior a adquirir discos), compradores y vendedores de discos, entre otros.

En la década de 1990, ante la dificultad de conseguir discos africanos exclusivos y de traer artistas, los picós se convierten en plataforma de producción y lanzamiento de champeta criolla (en oposición a la champeta africana), es decir, canciones con ritmos africanos y letras en español, grabadas por artistas locales en estudios de Cartagena y Barranquilla. El creador de esta iniciativa fue el productor Yamiro Marín, y el picó que empezó la difusión de la champeta criolla fue el Rey de Rocha y su sello Rocha Discs; en 1993 grabó su primera canción, "Baila el son con Kussima", interpretada por Hernán Hernández y Rafael Chávez.

##### Influencia en el exterior

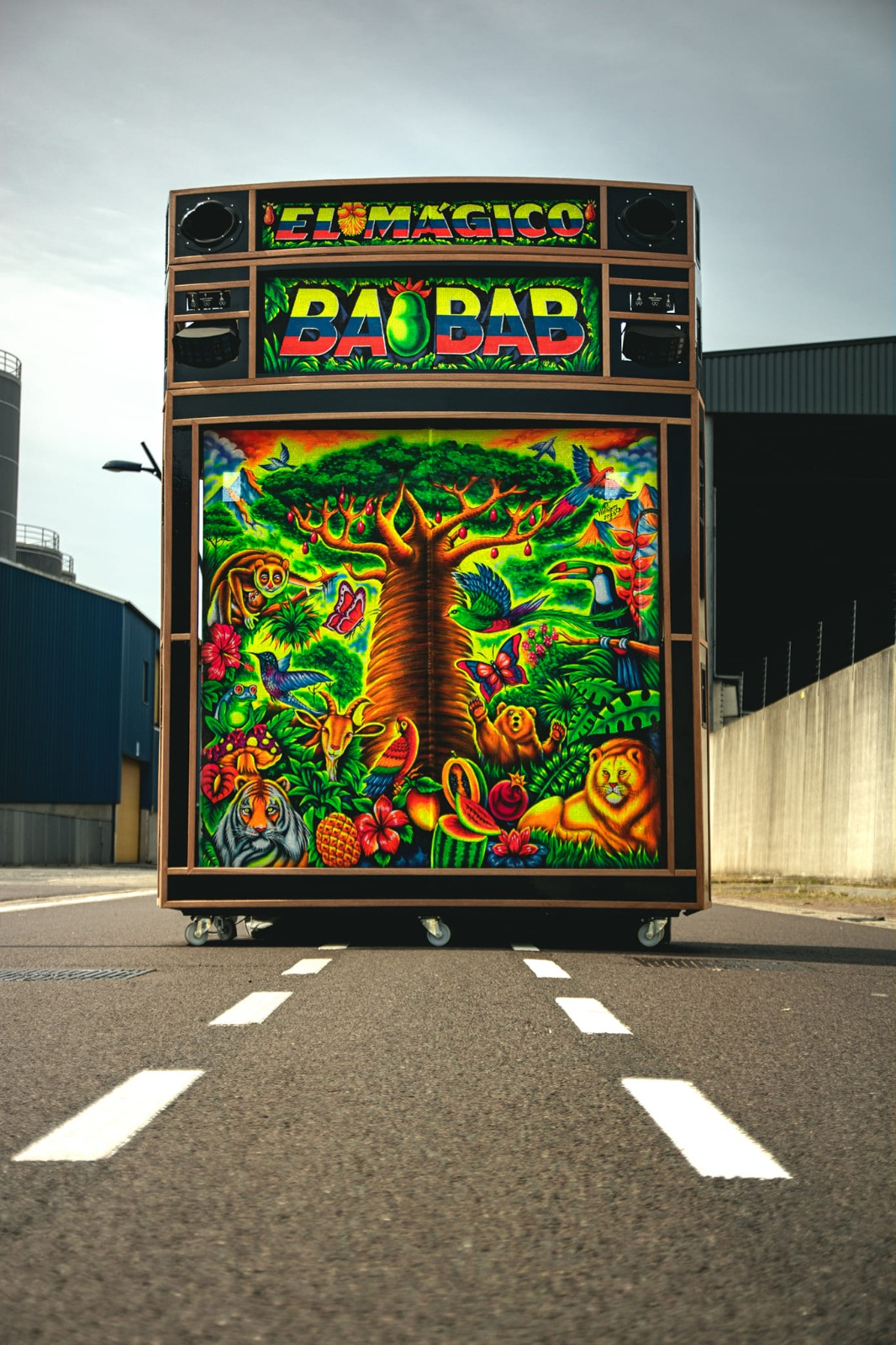
El Mágico Baobab (Holanda)

La cultura del picó colombiano ha tenido influencia en melómanos de otras partes del mundo, los cuales viajan a la Costa Atlántica de Colombia a mandar a construir y adquirir picós con la estructura y fabricación locales, para trasladarlos a sus países de origen. Existen picós colombianos en Alemania, Argentina, Australia, Brasil, Canadá, Chile, España, Estados Unidos, Finlandia, Grecia, Holanda, Italia, entre otros. Ejemplos:
| Picó              | País      |
| ----------------- | --------- |
| El Caribeño       | Argentina |
| El Gran Mono      | Australia |
| El Mastodonte     | Francia   |
| La Saramuya       | Grecia    |
| El Mágico Baobab  | Holanda   |
| El Gordito Baobab | Holanda   |
| El Maradona       | Italia    |

#### Crítica
Las fiestas y establecimientos animados por picós han sido señalados por la contaminación acústica que genera el alto sonido que emiten los equipos (más de 6000 watts); además, por las riñas, desórdenes, delincuencia, vandalismo y otros actos violentos que en ocasiones se presentan.

## Galería
|              |
| El Gran Lobo |

|         |
| El Rojo |

|                  |
| El Coreano Mayor |

|              |
| El Almirante |

|            |
| El Huracán |

|            |
| El Saphari |

|               |
| El King Night |

|               |
| El King Night |

|                      |
| El Maradona (Italia) |

|                      |
| La Saramuya (Grecia) |

|             |
| La Saramuya |

|              |
| El Gran Jefe |

|           |
| El Pijuán |

|                     |
| Miniturbo El Pijuán |

|                           |
| Miniturbo en La Troja VIP |

|         |
| El Yiyo |

|         |
| El Juan |

|            |
| El Bam Bam |

|          |
| El Santy |

|              |
| El Americano |

|               |
| El Juan Turbo |

|          |
| El Chuky |

|              |
| El Latin Sur |

|                  |
| El Soukous Stars |

|                         |
| El Mastodonte (Francia) |